# Живички мајдани камена
Живички мајдани камена налазе се у драгачевском селу Живица, општина Лучани. Камен сличних својстава вађен је и у суседном селу Кривача. 

## Својства камена
Живички ситнозрни пешчар је доброг квалитета, такозвани „тоциљњак”. Тонови боје варирају у распону између беличасте, плавичасте, сивкасте и жућкасте. Наслаган у површинским квадрима и плочама, лако се експлоатише. Нарочито је лак за обраду када се вади из дубине. Временом, како се суши постаје све тврђи и тежи за обраду. Истог је квалитета је камен који се вади у Пухову.

### Употреба
Од половине 19. века ситнозрни живички пешчар интензивно је експлоатисан у неколико површинских мајдана. Највећи је био Ђекића „рудник” који је некада припадао драгачевском каменоресцу Љубу Ђекићу, а за њим Страњачевића мајдани (један на Ливадама, други на Грабљу) и Матовића мајдан на потесу Дријење. Вађен је и у суседном селу Кривача на два ископишта - Ницовића на Јабучицама и Чикириском на Прлу.
Највише је коришћен у грађевинске сврхе, а поготово за израду надгробних обележја. Захваљујући својствима (камен погодан за ситан и крупан рез, добро прима и држи боју) од половине 19. века у селима Живице и Кривача појавио се велики број локалних мајстора који су израђивали надгробне споменике, њих чак преко тридесет. Од живичког пешчара надгробнике су израђивали бројни каменоресци из села Горачићи, Губеревци, Гуча (село), Рти и Котража, а неки чак и из моравичких села Рашчићи и Свештица. У највећој мери га је користио и надалеко чувени Радосав Чикириз из села Рти, родоначелник драгачевске школе каменореза.
Данас се овај камен користи у мањој мери. Повремено је експлоатисан у декоративне сврхе. Архивирано на веб-сајту  (3. јануар 2020)